# ホルスト・ブリュンナー
ホルスト・ブリュンナー（Horst Brünner、1929年2月21日 – 2008年6月19日）は、ドイツ民主共和国国家人民軍地上軍(東ドイツ陸軍)の軍人。副国防相、国家人民軍政治総局長を歴任した。最終階級は地上軍大将。

## 来歴
シレジア地方ブーフヴァルト（現ポーランド領ミスワコヴィツェ）内のに石工の息子として生まれる。1943年から1946年まで小売商の修業を積む。ドイツ社会主義統一党（SED）に入党後、ドイツ人民警察の警察官になる。1949年から1951年までピルナの人民警察学校で政治将校を務める。その後兵営人民警察へ入隊し、さまざまな役職を経て、1956年から1958年まで第6自動車化狙撃兵師団政治部長および副司令官を務める。1959年から1962年までドレスデンの「フリードリヒ・エンゲルス」国家人民軍大学に聴講士官として所属。1962年から1965年まで、国防省政治総局で部長を務める。
その後3年間、国境警備隊に転じる。ソビエト連邦参謀アカデミーで1968年から1970年まで学び、軍事学士号を取得。1971年3月に少将に昇進後、第III軍管区司令官代行および政治局長を務める。1972年、国防省政治総局に異動。1976年3月の国家人民軍設立20周年にあわせ、中将に昇進。同年、SED政治局中央委員会候補に選出される（1989年まで）。1985年から1989年まで、ハインツ・ケスラーの後任として副国防相および政治総局長を務める。その間1987年3月に大将に昇進、国家人民軍で大将まで昇進した11人の一人になった。1986年から1989年まで国防評議会委員を務める。ほぼ同時期の1986年から1990年3月まで人民議会議員も兼任した。ベルリンの壁崩壊後の1989年12月31日に退役させられた。
東西ドイツ再統一後の1998年、ベルリン地裁でベルリンの壁での越境者射殺事件をめぐる裁判で懲役2年の判決を受けた。メクレンブルク＝フォアポンメルン州ブランケンゼーで死去。